# 麻栗坡冬青
麻栗坡冬青（学名：Ilex marlipoensis）为冬青科冬青属的植物，为中国的特有植物。分布在中国大陆的云南等地，生长于海拔1,350米的地区，多生在常绿阔叶林中，目前已由人工引种栽培。